# Élections législatives guinéennes de 2013
Des élections législatives ont lieu en Guinée le 28 septembre 2013.
Maintes fois reportées à partir de 2007, et devant établir un gouvernement stable et démocratique à la suite du coup d'État de décembre 2008, elles constituent « la première consultation libre organisée en Guinée depuis son indépendance, en 1958 ». Elles sont précédées par des « violences politiques et ethniques » qui font une cinquantaine de morts. Fin octobre, l'opposition dénonce des fraudes massives, décidant d'effectuer un recours auprès de la Cour suprême. Celle-ci valide le résultat des élections en novembre 2013, entérinant de fait la victoire du parti d'Alpha Condé, le Rassemblement du peuple de Guinée (RPG).

## Reports successifs
Les élections devaient initialement se dérouler le 29 décembre 2011. Elles ont été reportées en 2012 à la suite d'une décision de la Commission électorale nationale indépendante (Céni).
Après avoir été annoncées le 8 juillet 2012, Alpha Condé décide du report sine die des élections. Elles sont ensuite annoncées pour le 30 juin 2013, ce qui entraîne des protestations de l'opposition, qui conteste l'absence de consultation et la mainmise du pouvoir sur les listes électorales ; des violences entraînant des dizaines de morts accompagnent les mouvements de contestation.
Les élections sont à nouveau reportées au 28 juillet 2013. À la suite d'un accord entre le pouvoir et l'opposition le 3 juillet, la date du 24 septembre 2013 est proposée le 10 juillet par la Céni. Elles sont reportées une dernière fois au 28 septembre.

## Déroulement
Les élections se sont effectivement déroulées le 28 septembre « dans le calme » et avec un taux de participation estimé à 80 %. Le comptage dure jusqu'au jeudi alors que le mercredi est le jour de la fête nationale. Le jeudi 3 octobre l'opposition décide de ne plus participer au comptage des voix et le vendredi il exige l'annulation du scrutin.

## Résultats
|                                                                    |        |        |        |        |  |  |  |  |  |  |  |  |  |  |
| Parti                                                              | Voix   | Sièges | Sièges | Sièges |  |  |  |  |  |  |  |  |  |  |
| Parti                                                              | Voix   | SM     | SP     | Total  |  |  |  |  |  |  |  |  |  |  |
| Rassemblement du peuple de Guinée-Arc en ciel                      | 46,3 % | 18     | 35     | 53     |  |  |  |  |  |  |  |  |  |  |
| Union des forces démocratiques de Guinée                           | 30,5 % | 14     | 23     | 37     |  |  |  |  |  |  |  |  |  |  |
| Union des forces républicaines                                     | 7,0 %  | 5      | 5      | 10     |  |  |  |  |  |  |  |  |  |  |
| Parti de l'espoir pour le développement national                   | 2,6 %  | 0      | 2      | 2      |  |  |  |  |  |  |  |  |  |  |
| Union pour la Guinée                                               | 1,7 %  | 1      | 1      | 2      |  |  |  |  |  |  |  |  |  |  |
| Rassemblement pour le développement intégré de la Guinée           | 1,6 %  | 0      | 1      | 1      |  |  |  |  |  |  |  |  |  |  |
| Guinée pour tous                                                   | 1,5 %  | 0      | 1      | 1      |  |  |  |  |  |  |  |  |  |  |
| Union pour le progrès et le renouveau                              | 1,1 %  | 0      | 1      | 1      |  |  |  |  |  |  |  |  |  |  |
| Union guinéenne pour la démocratie et le développement             | 1,1 %  | 0      | 1      | 1      |  |  |  |  |  |  |  |  |  |  |
| Parti du travail et de la solidarité                               | 1,0 %  | 0      | 1      | 1      |  |  |  |  |  |  |  |  |  |  |
| Nouvelle génération pour la République                             | 0,8 %  | 0      | 1      | 1      |  |  |  |  |  |  |  |  |  |  |
| Parti guinéen pour la renaissance et le progrès                    | 0,7 %  | 0      | 1      | 1      |  |  |  |  |  |  |  |  |  |  |
| Guinée unie pour le développement                                  | 0,6 %  | 0      | 1      | 1      |  |  |  |  |  |  |  |  |  |  |
| Génération pour la réconciliation, l'union et la prospérité        | 0,6 %  | 0      | 1      | 1      |  |  |  |  |  |  |  |  |  |  |
| Parti national pour le renouveau                                   | 0,6 %  | 0      | 1      | 1      |  |  |  |  |  |  |  |  |  |  |
| Parti du peuple de Guinée                                          | 0,5 %  | 0      | 0      | 0      |  |  |  |  |  |  |  |  |  |  |
| Parti de l'unité et du progrès                                     | 0,4 %  | 0      | 0      | 0      |  |  |  |  |  |  |  |  |  |  |
| Union des forces démocratiques                                     | 0,4 %  | 0      | 0      | 0      |  |  |  |  |  |  |  |  |  |  |
| Union pour la nouvelle république                                  | 0,3 %  | 0      | 0      | 0      |  |  |  |  |  |  |  |  |  |  |
| Parti démocratique de Guinée - Rassemblement démocratique africain | 0,3 %  | 0      | 0      | 0      |  |  |  |  |  |  |  |  |  |  |
| Total                                                              | Total  | 38     | 76     | 114    |  |  |  |  |  |  |  |  |  |  |

Il y a 5 094 644 inscrits pour ces élections.